# Batrachorhina lactaria
Batrachorhina lactaria là một loài bọ cánh cứng trong họ Cerambycidae.